# Silometopus braunianus
Silometopus braunianus là một loài nhện trong họ Linyphiidae.
Loài này thuộc chi Silometopus. Silometopus braunianus được Konrad Thaler miêu tả năm 1978.